# Grassac
Grassac – miejscowość i gmina we Francji, w regionie Nowa Akwitania, w departamencie Charente.
Według danych na rok 1990 gminę zamieszkiwało 285 osób, a gęstość zaludnienia wynosiła 10 osób/km² (wśród 1467 gmin regionu Poitou-Charentes Grassac plasuje się na 727. miejscu pod względem liczby ludności, natomiast pod względem powierzchni na miejscu 191.).